# Beatriz Zamora López
Beatriz Zamora López (Pacaca, 1871 - San José, 1933) fue la primera esposa de Ricardo Jiménez Oreamuno y primera dama de Costa Rica durante la tercera y última presidencia de su esposo. Fue una figura polémica en su época debido a que ejerció la prostitución durante un tiempo previo a su romance y luego matrimonio con Jiménez, algo controvertido en la época.

## Biografía
Nació en Pacaca (hoy Ciudad Colón), el año de 1871 y junto a su hermana, emigró a la capital a servir como empleada doméstica en una casa de la alta sociedad. Deseosa de vivir los lujos que le estaban excluidos por su origen humilde, junto a su hermana, se dedicó a la prostitución, con la cual conoció al jurista y político liberal Ricardo Jiménez Oreamuno; única persona en la historia de Costa Rica que ha ejercido la presidencia de los tres poderes de la república y también el único hasta la fecha que ha sido electo presidente de Costa Rica por medio de las urnas en tres ocasiones distintas. Jiménez y ella sostuvieron una relación afectiva de largos años hasta que finalmente se desposaron el 21 de diciembre de 1928.
Posteriormente Jiménez ejerció su tercer período como presidente de la República durante el cual doña Beatriz se convirtió en primera dama, aun así debió soportar las burlas y comentarios sarcásticos de la alta sociedad a raíz de su antigua profesión. Hablaba inglés y francés y aprendió de forma autodidacta sobre diversos temas culturales, políticos e históricos gracias a la compañía de su muy culto esposo. Realizó como primera dama una labor humanitaria con poco respaldo, reducido a algunas amigas y las Hermanas Mercedarias, en asistencia de los reclusos de la isla San Lucas.

## Fallecimiento
Zamora permaneció poco más de un año en el cargo de primera dama cuando falleció en la capital San José de Costa Rica, en 1933, producto de un cáncer de estómago que la aquejaba desde hacía ya bastante tiempo.